# Zach Cherry

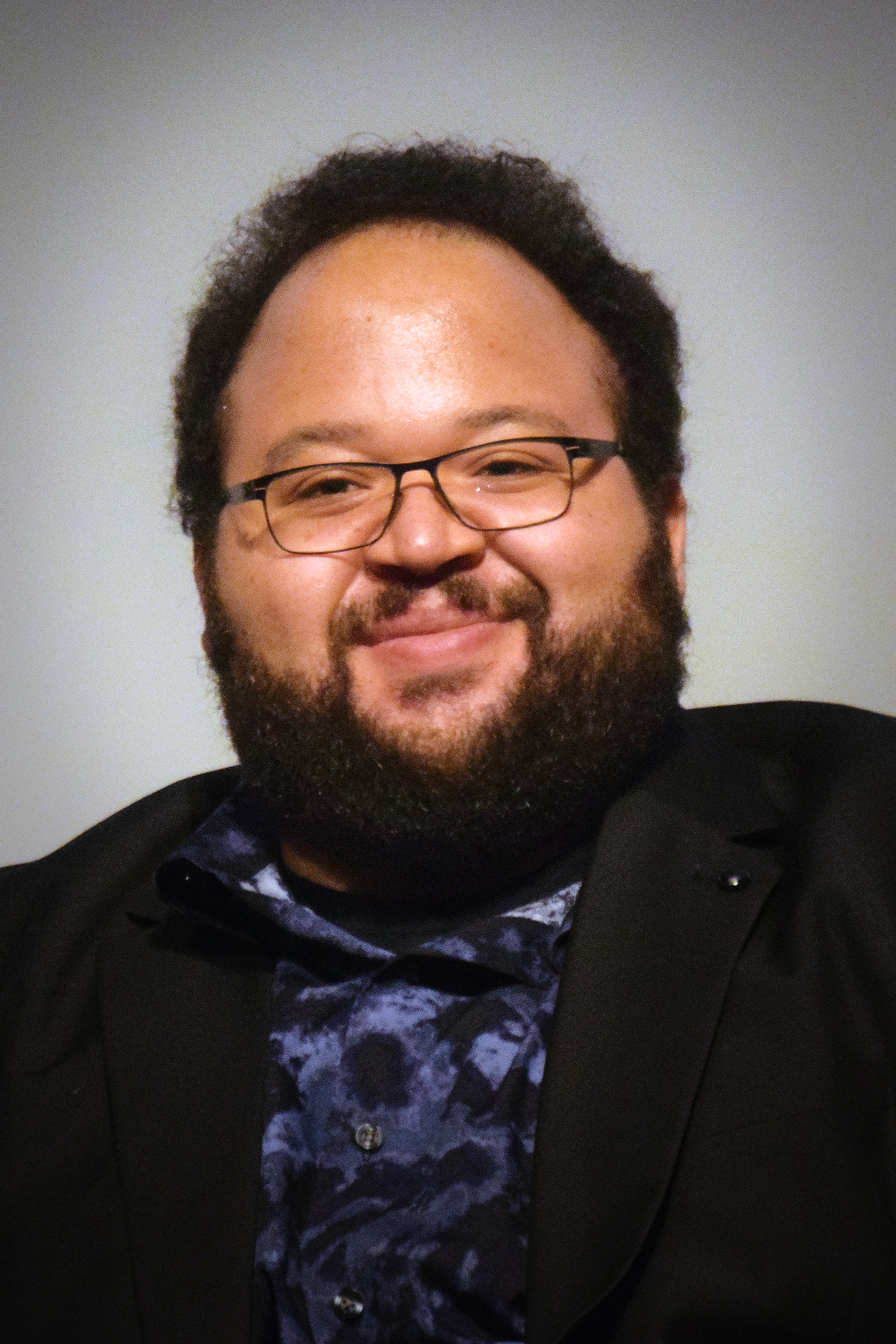
Zach Cherry 2023

Zach Cherry (* 1. November 1987 in Trenton) ist ein amerikanischer Improvisationskomiker und Schauspieler in Film und Fernsehen. 

## Persönliches
Cherry stammt aus Trenton, aber lebt in Brooklyn mit seiner Frau, einer Lehrerin für Englisch als Fremdsprache, die er 2022 geheiratet hat, und ihrer 2023 aus einem Tierheim adoptierten Hündin. Seit 2020 ist Cherry Vegetarier.

## Ausbildung
Cherry nahm in der Mittelschule an einem Sommercamp für darstellende Künste mit dem Wahlfach Improvisation teil und in der High School an einem Schauspielprogramm mit einem Improvisationskurs, den er so oft wählte, bis er nicht mehr durfte. Er besuchte das Amherst College, an dem er der Studententruppe Mr. Gad’s House of Improv beitrat und seinen Abschluss 2010 machte.

## Karriere
Als Improvisationskomiker tritt Cherry mit der Gruppe Upright Citizens Brigade im New Yorker Kabarettklub Caveat auf.
Cherry begann, ab 2015 in Episoden von Fernsehserien zu spielen. Eine erste längerfristige wiederkehrende Fernsehrolle hatte er 2017 in Crashing und die erste Serienhauptrolle 2018 in You – Du wirst mich lieben. Weitere folgten etwa in  I Feel Bad und 2020 in Most Dangerous Game der Plattform Quibi. Seit 2022 fungiert er als neuer Moderator Great American Baking Show des Roku Channels und spielt eine Hauptrolle in der Serie Severance, mit der er 2022 für einen Saturn Award nominiert war.

## Filmografie (Auswahl)
- 2015: High Maintenance (Fernsehserie, 1 Episode)
- 2015: Broad City (Fernsehserie, 1 Episode)
- 2015: New Timers (Fernsehserie, 3 Episoden)
- 2015–2016: Business Work (Fernsehserie, 2 Episoden)
- 2016: Horace and Pete (Webserie, 1 Episode)
- 2016: Unbreakable Kimmy Schmidt (Fernsehserie, 1 Episode)
- 2016: Thingstarter (Fernsehserie, 2 Episoden)
- 2016: Life, After (Fernsehserie, 3 Episoden)
- 2016: Search Party (Fernsehserie, 3 Episoden)
- 2017: The Big Sick
- 2017: Spider-Man: Homecoming
- 2017–2019: Crashing (Fernsehserie, 8 Episoden)
- 2018: Divorce (Fernsehserie, 1 Episode)
- 2018: Unersetzlich (Irreplaceable)
- 2018: Unsane – Ausgeliefert (Unsane)
- 2018: You – Du wirst mich lieben (You, Fernsehserie, 10 Episoden)
- 2018: I Feel Bad (Fernsehserie, 13 Episoden)
- 2018–2020: Our Cartoon President (Animationsserie, Synchronstimme, 22 Episoden)
- 2019: The Magicians (Fernsehserie, 1 Episode)
- 2019: Isn’t It Romantic
- 2019: Succession (Fernsehserie, 1 Episode)
- 2019: Living With Yourself (Fernsehserie, 4 Episoden)
- 2019: Atlanta Medical (The Resident, Fernsehserie, 1 Episode)
- 2020: Most Dangerous Game (Fernsehserie, 10 Episoden)
- 2020: The Last O.G. (Fernsehserie, 4 Episoden)
- 2020–2022: Duncanville (Animationsserie, Synchronstimme, 35 Episoden)
- 2021: Shang-Chi and the Legend of the Ten Rings
- seit 2022: Severance (Fernsehserie)
- seit 2022: The Great American Baking Show (Realityshow, Moderator)
- 2023: You Hurt My Feelings
- 2023: Star Trek: Lower Decks (Animationsserie, Synchronstimme, 1 Episode)
- 2024: Fallout (Fernsehserie, 5 Episoden)
- 2024: Krapopolis (Animationsserie, Synchronstimme, 1 Episode)
- 2025: Der freundliche Spider-Man aus der Nachbarschaft (Your Friendly Neighborhood Spider-Man, Animationsserie, Synchronstimme, 1 Episode)

## Auszeichnungen und Nominierungen
für Severance
- Hollywood Critics Association TV Awards 2022: Nominierung als Bester Nebendarsteller in einer Streamingserie, Drama
- Saturn-Award-Verleihung 2022: Nominierung als Bester Fernseh-Nebendarsteller in Streaming